# Unakkum Enakkum
Unakkum Enakkum (traduc.  Entre tú y yo), también conocida por su antiguo título Something Something. . . Unakkum Enakkum, es una comedia romántica india en idioma tamil de 2006 dirigida por M. Raja. Es un remake de la película télugu Nuvvostanante Nenoddantana (2005), protagonizada por Jayam Ravi y Trisha, repitiendo su papel del original, en los papeles principales y un reparto conjunto, que incluye a Richa Pallod, los veteranos Prabhu, Bhagyaraj, Geetha y los comediantes Santhanam y Ganja Karuppu en los papeles secundarios. La partitura y la banda sonora fueron compuestas por Devi Sri Prasad, que también se encargó de la música en la versión original de la película, mientras que la cinematografía estuvo a cargo de A. Venkatesh y el montaje de S. Suraj Kavee. 

## Trama
La película comienza con Muthupandi (Prabhu) sentado solo en su celda cuando el oficial de policía (Vijayakumar) se encuentra con él. Muthupandi es liberado al día siguiente y expresa sus sentimientos de ver a su hermana casada, y a su sobrino o sobrina. A petición del oficial, Muthupandi cuenta su historia. 
Muthupandi cuida de su única hermana Kavitha (Trisha), tras la temprana muerte de su madre cuando eran jóvenes. Muthupandi vive en un pueblo y cría a su hermana con mucho cuidado y afecto. Mientras tanto, Muthupandi tiene una aversión hacia la gente arrogante y rica de la sociedad, ya que su padre, que era rico, abandonó a su madre, tras lo cual ella murió. 
Santhosh (Jayam Ravi) es el único hijo de un magnate de los negocios con sede en Londres llamado Krishnan (Bhagyaraj) y Janaki (Geetha). Él viene a Chennai junto con Janaki para asistir a la boda de su primo Lalitha alias Lalli (Richa Pallod) boda. Lalli es la mejor amiga de Kavitha, y ella también viene a Chennai unos días antes de la boda. Santhosh, una persona amante de la diversión, desarrolla una atracción inmediatamente después de ver a Kavitha, pero Kavitha no le corresponde, y mantiene una distancia con Santhosh. 
Poco a poco, Santhosh y Kavitha se convierten en buenos amigos, y el amor florece entre ellos. Shalini alias Shalu (Tejashree) es la hija del amigo del tío de Santhosh, Ravichandran (Cochin Haneefa), Jayadhalapradhaban alias JP (Manivannan), y ella también ama a Santhosh. Janaki se enfurece al saber sobre la aventura amorosa de Santhosh y Kavitha, ya que piensa que Kavitha es pobre y de bajo estatus social. El día de la boda de Lalli, cuando despiden a Santhosh, Janaki y JP hablan mal de Kavitha y le piden que abandone el lugar antes de que Santhosh regrese. Cuando Kavitha está a punto de dejar el lugar, Muthupandi llega de repente y se sorprende al ver su estado. Se enfada, regaña a todo el mundo por haber herido a su hermana, y también la lleva con él de vuelta al pueblo. Santhosh, que sigue molesto porque Kavitha lo dejó, se entera por Lalli de lo que pasó. Va a la habitación donde Kavitha se quedó y encuentra su muñeca de arcilla para caballos, su muñeca favorita que su hermano hizo y modificó por Santhosh después de que Shalu la rompiera por rabia y celos. Mientras espera un vuelo de conexión en Dubái, Santhosh se escapa de su madre y vuelve a Chennai, con la idea de dirigirse al pueblo de Kavitha. Cuando llega a la aldea, todo el mundo se sorprende. A Muthupandi no le gusta que Santhosh vea la actitud de Janaki y piensa que él también maltratará a Kavitha. 
Santhosh se disculpa con Muthupandi por los malentendidos y peticiones para casar a Kavitha con él. Ahora Muthupandi viene con un desafío. Le asigna un acre de tierra agrícola a Santhosh y le pide que haga agricultura allí. Santhosh, para probar su amor por Kavitha, le reta a que al final cultive un bulto más. Cuando Muthupandi accede, Santhosh empieza a trabajar, aunque no sabe de agricultura. Santhosh se esfuerza por hacer agricultura, y de alguna manera, se las arregla para aprender a cultivar. Krishnan viene a la India para enfrentarse a Kavitha y Muthpandi y traer de vuelta a Santhosh. Ve a Santhosh viviendo la típica vida de granjero, y comiendo arroz normal con chile en polvo, se desencadena. Intenta convencer a Santhosh y le pide que vuelva a Londres. Cuando Santhosh dice que cree en su amor por Kavitha y que no desea volver, Krishnan va a enfrentarse a Kavitha, que fue la causa de la enfermedad de su hijo. 
Krishnan escucha por casualidad la conversación de Kavitha con su sirviente y se da cuenta de que ella también había estado durmiendo en el suelo a pesar de las condiciones de frío y la cama adecuada y comiendo la misma comida que Santhosh. Krishnan se siente abrumado pensando en los jóvenes amantes y bendice a Kavitha. También le dice que su verdadero amor ganaría y le pide que se mantenga fuerte. 
Mientras tanto, JP y Shalu quieren que Santhosh pierda para que vuelva. Buscan la ayuda de un matón local llamado "Mark" Mayandi (Kalabhavan Mani) para distraer a Santhosh. También está Sivaji (Dhandapani), un hombre rico local del pueblo. Su hijo quiere casarse con Kavitha a cualquier precio. El cultivo se ha completado, y los granos de arroz se agrupan en las granjas de Santhosh y Muthupandi. 
Una noche, cuando el hijo de Sivaji trata de quemar la tierra de Santhosh, se echa atrás, y Mayandi se mete en medio del caos y se quema en su espalda. También incendia el cobertizo donde se aloja Santhosh. Todos intentan apagar el fuego y Santhosh rescata a Muthupandi de un accidente cercano debido al fuego. También salva el muñeco del caballo de Kavitha. El día antes del conteo, Mayan toma unos cuantos fajos de Santhosh y los coloca junto con los de Muthupandi para que Santhosh pierda el desafío. Al día siguiente, Muthupandi le revela a su tutor, un administrador del ferrocarril, que añadió paquetes extra en Santhosh's para poder ganar. También revela que Santhosh es la pareja correcta para su hermana. Santhosh gana el desafío ya que ha cultivado más en comparación con Muthupandi, después de lo cual accede a su boda. 
Sivaji y su hijo se enojan al ver esto. Su hijo planea casarse a la fuerza con Kavitha. JP y Mayan también se enojan, y planean asesinar a Muthupandi. Secuestran a Kavitha y golpean a Santhosh y Muthupandi. Una pelea estalla en la que el hijo de Sivaji es asesinado por Santhosh, quien salva a Kavitha, mientras que JP y Sivaji son violentamente derrotados por Muthupandi. Cuando la policía llega al lugar, Muthupandi asume la culpa del asesinato y pide a Santhosh que se case con Kavitha y tenga una vida feliz. Es encarcelado por siete años. 
Cuando Muthupandi termina de contar su historia, el oficial se sorprende por tal hombre. Cuando le pregunta por qué dice la verdad un día antes de completar su sentencia, Muthupandi dice que quiere que su hermana sea feliz para siempre con el hombre que ama. El oficial se siente orgulloso de él y lo bendice. 
Cuando Muthupandi es liberado, se sorprende al ver a Santhosh y Kavitha solteros y esperándole con su traje de boda. Santhosh y Kavitha esperaban llevar a cabo el matrimonio sólo después de que Muthupandi fuera liberado. Muthupandi se siente orgulloso de ellos. Además, Janaki se da cuenta de su error y se disculpa con Muthupandi. Al final, Santhosh y Kavitha se casan. También se insinúa que Muthupandi y Valli (Mallika), su sirviente, desarrollan el amor entre ellos.

## Reparto
- Jayam Ravi como Santhosh.
- Trisha como Kavitha, Santhosh's wife.
- Prabhu como Muthupandi, Kavitha's brother.
- Bhagyaraj como Krishnan, Santhosh's father.
- Geetha como Santhosh's mother.
- Richa Pallod como Lalitha "Lalli", Kavitha's best friend and Santhosh's cousin.
- Santhanam como Arivu, Santhosh and Lalitha's cousin.
- Cochin Hanifa como Ravichandran, Lalitha's father and Santhosh's uncle.
- Manivannan como Jayadhalapradhaban "JP", Ravichandran's friend.
- Tejashree como Shalini "Shalu", JP's daughter.
- Kalabhavan Mani como "Mark" Mayandi, a local goon.
- Dhandapani como Sivaji, como rich man.
- Mallika como Valli, Muthupandi's love interest.
- Ganja Karuppu como Karuppiah.
- Kadhal Arun Kumar como Arun.
- T. S. B. K. Moulee as Krishnayya (railway station master).
- Vijayakumar como Police Officer.
- Livingston como Ram.
- Aravind Akash como Jai.
- Walter Philips como Young Muthupandi.

## Producción
Después de dos exitosos remakes, Raja optó por hacer un remake de la exitosa película télugu Nuvvostanante Nenoddantana (2005) con su hermano Ravi en el papel principal junto a Trisha que repitió su papel del original. Prabhu fue contratado para interpretar al hermano de Trisha después de negociaciones infructuosas con varios otros actores. A Mohan le ofrecieron el papel del padre de Jayam Ravi, pero él rechazó la oferta y el papel pasó a K. Bhagyaraj.
La película se titulaba inicialmente Something Something Unakkum Enakkum, pero se eliminaron los prefijos ingleses para explotar la regla del Gobierno de Tamil Nadu de exención de impuestos de entretenimiento para las películas con títulos tamiles.

## Música
La película tiene seis canciones compuestas por Devi Sri Prasad, quien retuvo todas las canciones de la película original de Telugu. 
| No. | Canción             | Cantantes            | Letra          |
| 1   | Aagayam             | SP Balasubrahmanyam  | Na. Muthukumar |
| 2   | Kiliye Kiliye       | Regalo jassie        | Na. Muthukumar |
| 3   | Kozhi Veda Kozhi    | Naveen, Priya Himesh | Viveka         |
| 4   | Pooparikka Neeyum   | Shankar Mahadevan    | Na. Muthukumar |
| 5   | Something Something | Tippu                | P. Vijay       |
| 6   | Unn Paarvaiyil      | Karthik y Sumangali  | Kabilan        |

## Estreno
La película se estrenó con críticas positivas en julio de 2006, y Behindwoods.com señaló que Raja "debería ser aplaudido por haber elegido a mano un reparto que hace que la película merezca la pena ser vista", al tiempo que señaló que "tiene todo lo que puede hacer que las recaudaciones de la taquilla se disparen". Asimismo, Sify añadió que la película era "como un campeón de hilo dental recubierto de sacarina que está magníficamente empaquetado" y The Hindu declaró que "Raja tiene una forma de hacer remakes exitosos". La empresa se volvió rentable y obtuvo el tercer éxito consecutivo del dúo actor-director.